# Красноармейское сельское поселение (Чувашия)
Красноарме́йское се́льское поселе́ние — упразднённое муниципальное образование в составе Красноармейского района Чувашской Республики. Административный центр — село Красноармейское.
На 1 января 2009 года в состав Красноармейского сельского поселения входили 14 населенных пунктов: с. Красноармейское, деревни Липовка, Васнары, Задние Карыки, Передние Карыки, Вотланы, Хозакасы, Крендейкасы, Янгасы, Синьял-Убеево, Старые Игити, Хлеси, Чиганары. На территории поселения 2366 хозяйств. Население 6198 человек. Площадь поселения — 4499 гектаров, из них — 956,2 га земли сельской администрации.
Главой поселения является Шестаков Владимир Константинович.
Законом Чувашской Республики от 14.05.2021 № 30 к 24 мая 2021 года упразднено в связи с преобразованием Красноармейского района в муниципальный округ.

## Географические данные
Граница Красноармейского сельского поселения начинается от места пересечения границ Исаковского сельского поселения СХПК «Мир», расположенного на территории Красноармейского сельского поселения, и Цивильского района. От этой точки граница проходит 1250 м в северо-восточном направлении посередине реки Малая Шатьма по её течению, доходит до реки Большой Цивиль. Далее она идет посередине реки Большой Цивиль, по окраине деревни Хозакасы, граничащая СХПК «Именево», СХПК «Прогресс», СХПК «Новая Сила», расположенные на территории Яншихово-Челлинского сельского поселения. По указанной границе идет в общем юго-западном направлении протяженностью 5000 м. Затем граница поворачивает на юг и проходит 1000 м по реке Большой Цивиль, граничащая СХПК «Новая Сила», 3000 м юго-западном направлении посередине реки Большой Цивиль и 1000 м по северо-западной стороне СХПК «Гигант», расположенного на территории Алманчинского сельского поселения и доходит до точки пересечения границ Алманчинского и Убеевского сельских поселений. От этой точки граница поворачивает на северо-запад и проходит 2500 м по северо-восточной стороне Убеевского сельского поселения, через реку Большой Цивиль по окраине деревни Новые Игити по оврагам. Далее на север, огибая территорию компрессорной станции ЛПУМГ «Заволжское» (филиал ООО «Газпром трансгаз Нижний Новгород»), коллективный сад «Илем», протяженностью 1000 м, на западном направлении проходит 3000 м по южной стороне СХПК «Красноармейский» и садоводческого товарищества «Анис», расположенного на территории Красноармейского сельского поселения, граничащие Сорминским лесничеством Опытного лесхоза. Затем она поворачивает на северо-запад и идет 500 м через овраги, граничащая с Караевским сельским поселением. В северо-восточном направлении проходит 4250 м через реку Большая Шатьма и овраги, по ручью, граничащая землями СХПК «Красное Сормово» и СХПК «Нива», расположенных на территории Исаковского сельского поселения. Далее граница поворачивает на восток и проходит 3250 м по северной стороне СХПК «Красноармейский», по берегу пруда и по течению реки Малая Шатьма.

## История
Передне-Траковский сельский Совет рабоче-крестьянских и красноармейских депутатов образован в 1918 году. Он входил в Убеевскую волость Ядринского уезда Казанской губернии. В состав сельского Совета входили деревни Передние Траки (центр сельского Совета) и деревня Средние Траки. В апреле 1928 года 18 хозяйств объединились и образовали сельскохозяйственную коммуну им. М.Горького. Коммуна имела в своем распоряжении 74,34 гектара земли, в том числе 67,04 гектара пашни, 10 лошадей, 5 коров, 9 свиней, 20 овец и 2 пчелосемьи.
В 1935 году в состав Переднее-Траковского сельского Совета входили следующие деревни: Передние Траки, Задние Траки, Средние Траки, Передние Карыки, Задние Карыки и Коммуна им. М.Горького.
На территории сельского Совета насчитывалось 381 индивидуальное хозяйство. К началу 1935—1936 учебного года была одна начальная школа, где обучалось 176 учащихся, здесь работали 4 учителя. Работала одна изба-читальня.
16 августа 1940 года Президиум Верховного Совета РСФСР утвердил Постановление Президиума Верховного Совета Чувашской АССР о переименовании д. Передние Траки в с. Красноармейское и Траковского района в Красноармейский. С этого момента деревня Задние Траки стала деревней Васнары, а деревня Средние Траки — деревней Липовка. С 22 октября 1951 года деревню Вотланы, которая до этого входила в состав Хозакасинского сельского Совета, перевели в состав Красноармейского сельсовета.
14 июня 1954 года упразднили Янгасинский сельский Совет, и деревни Янгасы, Хлеси, Чиганары, Синьял — Убеево и Старые Игити вошли также в состав Красноармейского сельсовета.
После укрупнения районов Чувашской Республики в 1962 году Красноармейский сельский Совет входит в состав Цивильского района.
18 февраля 1965 года состоялось общее собрание граждан с. Красноармейское, деревень Липовка, Васнары, Вотланы, Задние Карыки и Передние Карыки. Присутствующие на нем граждане вышли с письмом в Президиум Верховного Совета РСФСР об образовании снова Красноармейского района. 24 июня 1965 года деревни Янгасы, Хлеси, Чаганары, Синьял — Убеево, Старые Игити перевели в Красноармейский сельский Совет. 14 марта 1965 года депутатами сельского Совета были избраны 25 человек, в том числе 11 женщин.
Согласно Закону Чувашской АССР «О выборах народных депутатов Чувашской АССР» в марте — апреле 1990 года состоялись выборы народных депутатов сельского Совета. На этих выборах для избрания депутатов Красноармейского сельского Совета выдвинуто 53 кандидата по 30 одномандатным избирательным округам. С 14 марта 1994 года должность председателя исполкома сельского Совета переименовывается на главу сельской администрации.

## Достопримечательности
На территории поселения находятся:
- парк Победы с. Красноармейское, который открыт в августе 2005 г.;
- краеведческий музей в с. Красноармейское;
- музей в Янгасинской школе;
- краеведческий музей им. Н. Янгаса в административном здании д. Янгасы.

## Организации
На территории поселения расположено:
- Администрация Красноармейского сельского поселения;
- Общество с ограниченной ответственностью «Колос»;
- Общество с ограниченной ответственностью «Цивиль»;
- Общество с ограниченной ответственностью «Бахча»;
- Красноармейская центральная больница;
- Крендейкасинский фельдшерский пункт;
- Филиал «Цивильскмежрайгаз» ООО «Чувашсетьгаз»;
- Филиал ООО «Газпром трансгаз Нижний Новгород» — Заволжское ЛПУМГ;
- ГУП «Красноармейская сельхозхимия»,;
- ОАО «Молочный завод Красноармейский»,;
- ЗАО "МСО «Красноармейская»;
- Красноармейский почтамт УФПС ЧР — филиала ФГУП «Почта России»;
- Красноармейское райпо;
- ООО «Красноармейский хлебокомбинат»;
- МОУ «Красноармейский центр образования»;
- МОУ «Красноармейская средняя общеобразовательная школа № 2»;
- МОУ «Траковская СОШ»;
- МДОУ Детский сад «Звездочка»;
- ДОУ «Колосок» Заволжского ЛПУМГ;
- МДОУ Детский сад «Сеспель»;
- МДОУ Детский сад «Чебурашка»;
- МДОУ Детский сад «Шуракăш»;
- Районный Дом народного творчества;
- Дом досуга д. Крендейкасы;
- 429620, Чувашская Республика, д. Крендейкасы;
- Дом досуга д. Вотланы;
- Дом досуга д. Янгасы;
- Дом досуга д. Синьял-Убеево;
- Клуб Заволжского ЛПУМГ;
- Детская районная библиотека;
- Центральная районная библиотека;
- Янгасинский филиал ЦБС.

Общественные организации:
- Районный Совет воинов-интернационалистов;
- Районный Совет ветеранов.

## Населённые пункты
| Название        | Тип населённого пункта       | Население |
| --------------- | ---------------------------- | --------- |
| Красноармейское | Село, административный центр | ↘3900     |
| Липовка         | Деревня                      | ↗43       |
| Васнары         | Деревня                      | ↗283      |
| Задние Карыки   | Деревня                      | ↗113      |
| Передние Карыки | Деревня                      | ↗114      |
| Вотланы         | Деревня                      | ↗141      |
| Хозакасы        | Деревня                      | ↗159      |
| Крендейкасы     | Деревня                      | ↗120      |
| Янгасы          | Деревня                      | ↗313      |
| Синьял-Убеево   | Деревня                      | ↗156      |
| Старые Игити    | Деревня                      | ↗178      |
| Хлеси           | Деревня                      | ↗123      |
| Чиганары        | Деревня                      | ↗75       |